# Acanthobasiliola doederleini
Acanthobasiliola doederleini är en armfotingsart som först beskrevs av Davidson 1886.  Acanthobasiliola doederleini ingår i släktet Acanthobasiliola och familjen Basiliolidae. Inga underarter finns listade i Catalogue of Life.